# The Last Poets
The Last Poets es un grupo de poetas y músicos que surgió a finales de los años 1960 a partir del movimiento afroamericano de lucha por los derechos civiles en Estados Unidos. Su nombre está tomado de un poema del poeta revolucionario sudafricano Keorapetse Kgositsile, quien creía que él pertenecía a la última era de la poesía antes de que las armas se hicieran con el control.
The Last Poets han sido citados como una de las primeras influencias de lo que habría de convertirse posteriormente en el hip hop. El crítico Jason Ankeny ha escrito que "con sus políticamente cargados, tensos ritmos y dedicación a crear conciencia afroamericana, The Last Poets casi exclusivamente sentaron las bases para el surgimiento del hip hop." La revista musical británica NME afirmó: "serios portavoces como Gil Scott-Heron, Gary Byrd y The Last Poets allanaron el camino para los muchos emcees negros socialmente comprometidos que llegarían una década más tarde."

## Discografía

### Álbumes
- The Last Poets (1970)

(Poetas: Abiodun Oyewole, Alafia Pudim (a.k.a. Jalaluddin Mansur Nuriddin), & Umar Bin Hassan)
- This Is Madness (1971)

(Poetas: Alafia Pudim (a.k.a. Jalaluddin Mansur Nuriddin) & Umar Bin Hassan)
- Chastisment (1973)

(Poets: Alafia Pudim (a.k.a. Jalaluddin Mansur Nuriddin) & Suliaman El-Hadi)
- At Last (1974)

(Poetas: Jalaluddin Mansur Nuriddin, Suliaman El-Hadi, & Umar Bin Hassan)
- Delights of the Garden (1977)

(Poetas: Jalaluddin Mansur Nuriddin & Suliaman El-Hadi)
- Oh My People (1984)

(Poetas: Suliaman El-Hadi & Jalaluddin Mansur Nuriddin)
- Freedom Express (1988)

(Poetas: Suliaman El-Hadi & Jalaluddin Mansur Nuriddin)
- Retro Fit (1992)

(Poetas: Suliaman El-Hadi & Jalaluddin Mansur Nuriddin)
- Holy Terror (1993)

(Poetas: Abiodun Oyewole & Umar Bin Hassan)
- Scatterap / Home (1994)

(Poetas: Suliaman El-Hadi & Jalaluddin Mansur Nuriddin)
- Time Has Come (1997)

(Poetas: Abiodun Oyewole & Umar Bin Hassan)

### Apariciones
- Hip-Hop samit sharma Docktrine - The Official Boondocks Mixtape (2006)

- Rhythms of the Diaspora Vol. 2 (2008)

(Poets: Jalaluddin Mansur Nuriddin nka Jalal, Malik Al Nasir, Shaza, Ras Tesfa)
- The Corner - Common, "Be" (2005)

- Project Roach & You Can't Stop Us Now - Nas, "Untitled" (2008)

- Made In Amerikkka  - Reuniting The Last Poets  (2008)

- Poetic Justice (1993)

## Filmografía
- 1971 - Right On!: Poetry on Film (Original Last Poets). Dirigida por Herbert Danska.
- 2008 - The Last Poets, made in Amerikkka (réalisation : Claude Santiago. Francia, 2008. www.lahuit.com).
- 2018 - “Scared of Revolucion” Daniel Krikke, The Netherlands, 2018.